# Universal (casa discografica)
La Universal è stata una casa discografica italiana.

## Storia
La Universal venne fondata come sottoetichetta della Phonotype (come altre case discografiche quali la Bella Record, o la KappaO), di proprietà della famiglia Esposito.
Tra i cantanti che incisero per la Universal i più noti sono sicuramente Bruno Venturini, Enzo Del Forno e Alberto Berri.
L'etichetta ha partecipato a molte manifestazioni musicali. Tra i vari generi pubblicati, oltre alla musica leggera vi fu soprattutto la canzone napoletana.

## Dischi pubblicati
Le informazioni riguardanti i dischi, compreso il numero di catalogo e la datazione, provengono dai supporti fonografici dell'archivio della Discoteca di Stato italiana.

### 78 giri
| Numero di catalogo | Anno | Interprete      | Titoli                                              |
| ------------------ | ---- | --------------- | --------------------------------------------------- |
| U 1208             | 1950 | Egidio Benadusi | Tango d' amore/Castilia torèra                      |
| U 2016             | 1953 | Padre Blandino  | La leggenda di Mamma Lucia/Ave Maria (F. Schoubert) |
| U 2019             | 1953 | Mario Lima      | Stornelli (1 parte)/Stornelli (2 parte)             |
| U 2159             | 1954 | Lino Mattera    | Quann'ero surdato/Ddoie lacreme                     |
| U 2204             | 1955 | Gino Maringola  | Canto popolare I parte/Canto popolare II parte      |
| U 2343             | 1957 | Alberto Berri   | Ll'urdemo raggio 'e luna/Passiggiatella             |
| U 2372             | 1958 | Alberto Berri   | Maistrale/Serenata arraggiata                       |
| U 2376             | 1958 | Maria Giocoli   | Tuppe tuppe mariscià/'O calippese napulitano        |
| U 2390             | 1959 | Bruno Venturini | Comm'a ll'onna/Margarita e fuoco                    |
| U 2398             | 1959 | Bruno Venturini | Piove/Una marcia in fa                              |
| U 2399             | 1959 | Bruno Venturini | Io sono il vento/Conoscerti                         |
| U 2407             | 1959 | Nino Fiore      | Sì tu!/......                                       |
| U 2411             | 1959 | Bruno Venturini | Ammore celeste/'A rosa rosa                         |
| U 2412             | 1959 | Bruno Venturini | Solitudine/Stella furastiera                        |

### 33 giri - 30 cm
| Numero di catalogo | Anno | Interprete                                                                | Titoli                              |
| ------------------ | ---- | ------------------------------------------------------------------------- | ----------------------------------- |
| LPX 50005          | 1966 | Francesco Basile                                                          | L'emigrante                         |
| LPX 50006          | 1966 | Mario Gioia, Gisella Fino, Enzo Bilotti, Adua Bartoletti, Matilde Venneri | Calabria canta                      |
| LPX 50008          | 1966 | Marisa Landi con Monte, Campobasso e De Nicoli                            | Puglia                              |
| LPX 50009          | 1967 | Enzo Del Forno                                                            | I grandi successi di Enzo Del Forno |
| LPX 50010          | 1967 | Claudio Venturelli                                                        | Canzoni nel mondo                   |
| LPX 50011          | 1967 | Umberto Boselli                                                           | So' sempe parole d'ammore           |
| LPX 50012          | 1968 | Claudio Terni                                                             | Le Canzoni degli anni '30           |
| LPX 50013          | 1968 | Schola Cantorum                                                           | Buon Natale                         |
| LPX 50014          | 1968 | Umberto Boselli                                                           | Napoli by night                     |
| LPX 50015          | 1969 | Umberto Boselli                                                           | Ieri e oggi                         |
| LPX 50015/ST       | 1970 | Umberto Boselli                                                           | Ieri e oggi                         |
| LPX 50016          | 1970 | I Cabarinieri                                                             | Arrivano i Cabarinieri              |
| LPX 50017          | 1971 | Alberto Berri                                                             | Alberto Berri                       |
| LPX 50018          | 1971 | Egisto Sarnelli                                                           | Ed è subito Napoli                  |
| LPX 50019          | 1971 | Alberto Berri                                                             | Alberto Berri                       |
| LPX 50021          | 1972 | Enzo Del Forno                                                            | Volume 2°                           |
| LPX 50022          | 1972 | Egisto Sarnelli                                                           | Ed è subito Napoli Volume 2°        |
| LPX 50023          | 1973 | Vassil Kojucharov                                                         | La vita di Gesu'                    |
| LPX 50024          | 1975 | Enzo Guarini e Corinna                                                    | Il dito sulla mala                  |
| LPX 50026          | 1975 | Gruppo Folkloristico 2001                                                 | Remember Sorrento                   |
| LPX 50028          | 1975 | Egisto Sarnelli                                                           | Ed è subito Napoli Volume 3°        |
| LPX 50029          | 1976 | Egisto Sarnelli                                                           | Resatelle 'e spiccio 'e spiccio     |
| LPX 50030          | 1976 | Enzo Del Forno                                                            | Enzo Del Forno                      |
| LPX 50031          | 1976 | Patrizia Del Faro                                                         | Patrizia Del Faro                   |

### 45 giri
| Numero di catalogo | Anno | Interprete                               | Titoli                                                                       |
| ------------------ | ---- | ---------------------------------------- | ---------------------------------------------------------------------------- |
| DN 01              | 1958 | Gianni Aterrano                          | Meraviglioso tango/El caballero stanco                                       |
| DN 02              | 1958 | Gianni Aterrano                          | Il tango delle capinere/Violino tzigano                                      |
| DN 03              | 1958 | Siro Astarita                            | El relicario/Espana cani                                                     |
| DN 04              | 1958 | Erminio Sallusto                         | Hernando un cafe'/Granada                                                    |
| DN 05              | 1958 | Erminio Sallusto                         | Né guagliò/Sott'er celo de Roma                                              |
| DN 06              | 1958 | Egidio Benadusi                          | Celebre mazurka variata/Speranze perdute                                     |
| DN 07              | 1959 | Robby e The Rocher's Devil               | Tom Dooley/Farewell so long goodbay                                          |
| DN 08              | 1959 | Robby e The Rocher's Devil               | Hound dog/One night                                                          |
| DN 09              | 1959 | Maria Kelly                              | Cerasella/'O destino 'e ll'ate                                               |
| DN 10              | 1959 | Gino Maringola                           | Sta miss 'niucio/Sarra' chi sa'                                              |
| DN 11              | 1959 | Alberto Berri                            | Padrone d''o mare/'Mbraccio a tte                                            |
| DN 12              | 1959 | Alberto Berri                            | Vieneme 'nzuonno/Passiuncella                                                |
| DN 13              | 1959 | Leonardo Zaccala'                        | Cascatella/Tarantella dispettose                                             |
| DN 14              | 1959 | Leonardo Zaccala'                        | Giorno di sole/Carrettino siciliano                                          |
| DN 15              | 1959 | Leonardo Zaccala'                        | Il cuculo/La merla                                                           |
| DN 16              | 1959 | Leonardo Zaccala'                        | Prime foglie/Un po' d'allegria                                               |
| DN 17              | 1959 | Leonardo Zaccala'                        | Zuffolando/Mattino lieto                                                     |
| DN 18              | 1959 | Camillo                                  | La mosca/Souvenir                                                            |
| DN 19              | 1959 | Raymond Jouart                           | Riva bella/Come una freccia                                                  |
| DN 20              | 1959 | Raymond Jouart                           | Minouchette/Sguardo alpino                                                   |
| DN 21              | 1959 | Robby e The Rocher's Devil               | I'll never let you go/Oh my soul                                             |
| DN 22              | 1959 | Robby e The Rocher's Devil               | Bingo/Young and beatifoul                                                    |
| DN 23              | 1959 | Camille Quinzin                          | Tre piccoli baci/Solo sulle rive della Senna                                 |
| DN 24              | 1959 | Camille Quinzin                          | Notti stellate/Un piccolo giro in campagna                                   |
| DN 31              | 1960 | Mirna Doris                              | I Sing "Ammore"/Ma-ma non mi sgridare più                                    |
| DN 32              | 1960 | Mirna Doris                              | Ehi tu/Concertino                                                            |
| DN 64              | 1960 | Alberto Berri                            | Stornelli sinceri I parte/Stornelli sinceri II parte                         |
| DN 76              | 1960 | Alberto Berri                            | 'A musica d''o mare/Ammore pazzariello                                       |
| DN 88              | 1960 | Alberto Berri                            | Serenata a Margellina/Serenatella c'o si e c'o no                            |
| DN 89              | 1960 | Enzo Del Forno                           | S'è avutato 'o viento/Nuvole                                                 |
| DN 172             | 1960 | Alberto Berri                            | Mandolino, mandolino/Carolina dai                                            |
| DN 188             | 1961 | Erminio Sallustio                        | Valentino/Pollo e champagne                                                  |
| DN 195             | 1961 | Enzo Del Forno                           | Tutt'e dduie/Credere                                                         |
| DN 198             | 1961 | Mirna Doris                              | E' stato un sogno/Torna a me                                                 |
| DN 199             | 1961 | Mirna Doris                              | Natale senza mamma/Preghiera d'emigrante                                     |
| DN 219             | 1961 | Enzo Del Forno                           | Comme chiove!.../Turresella, Turresè!                                        |
| DN 228             | 1961 | Anna e Roberto Ciaramella                | Appicceche 'e femmene/L'amico Pecurone                                       |
| DN 229             | 1961 | Anna e Roberto Ciaramella                | 'A cammarera sorda/L'acquaiola e 'o pisciavinnolo                            |
| DN 230             | 1961 | I Delfini del Golfo                      | Bambina bambina/Nata per me                                                  |
| DN 237             | 1962 | Enzo Del Forno                           | Sarrà sta gelusia/Sott'a stu cielo 'e Napule                                 |
| DN 239             | 1962 | Enzo Del Forno                           | Stanza verde/'A rriva 'e mare                                                |
| DN 242             | 1962 | Complesso caratteristico D'Agata-Zappalà | Delizioso valzer/Non firmati cambiali                                        |
| DN 243             | 1962 | Enzo Del Forno                           | Palude/Pena e gioia                                                          |
| DN 245             | 1962 | Enzo Del Forno                           | Giuvinotto ammartenato/L'eco de penziere                                     |
| DN 246             | 1962 | Alberto Berri                            | 'A testa aruta (prima e seconda parte)/'A testa aruta (terza e quarta parte) |
| DN 248             | 1962 | Enzo Del Forno                           | Core e lacreme/'E fronne gialle                                              |
| DN 249             | 1962 | Alberto Berri                            | Santa Lucia luntana/'O marenariello                                          |
| DN 250             | 1962 | Anna e Roberto Ciaramella                | 'A mugliera sorda/'O ciuccio, 'o parulano e 'a signora                       |
| DN 253             | 1962 | Anna e Roberto Ciaramella                | Pate surdo, mamma nervosa e figlio cacaglio/E tre "C" pericolose             |
| DN 269             | 1962 | Alberto Berri                            | 'Na spina 'e rosa/'A gelusia                                                 |
| DN 275             | 1962 | Enzo Del Forno                           | Marechiaro Marechiaro!/Stasera nun si tu                                     |
| DN 277             | 1962 | Enzo Del Forno                           | 'O destino/Sinceramente                                                      |
| DN 290             | 1962 | Enzo Del Forno                           | Ammore senz'ammore/Vesuvianella                                              |
| DN 291             | 1962 | Enzo Del Forno                           | L'ultimo sole d'estate/Freva 'e te                                           |
| DN 292             | 1962 | Enzo Del Forno                           | 'A rundinella e 'o mandulino/Lacreme amare                                   |
| DN 293             | 1962 | Gianna Maffei                            | Luna, luna, luna, luna/ Uocchie 'e velluto                                   |
| DN 300             | 1962 | Alberto Berri                            | Brigantella/'A canzone 'e nu core                                            |
| DN 301             | 1962 | Alberto Berri                            | Serenata a Surriento/Paisaniello                                             |
| DN 302             | 1962 | Mariolino                                | E' bello comm'a mme/Tennimmoce co' tiempo                                    |
| DN 304             | 1963 | Enzo Del Forno                           | 'A voce 'e mamma/Capitano 'e mare                                            |
| DN 305             | 1963 | Alberto Berri                            | Uocchie verde/Guaglione 'e vita                                              |
| DN 306             | 1963 | Alberto Berri                            | Io so' geluso/Chella d''o mare                                               |
| DN 308             | 1963 | Enzo Del Forno                           | Senz'ammore/Busciarda mia                                                    |
| DN 312             | 1963 | Enzo Del Forno                           | Bella luntana mia/'O sole 'e mamma                                           |
| DN 320             | 1963 | Enzo Del Forno                           | Ammore e sole/Ddoje vie                                                      |
| DN 321             | 1963 | Alberto Berri                            | 'A perla nera/Chitarra 'e notte                                              |
| DN 323             | 1963 | Alberto Berri                            | Io so Pulecenella/Oro niro                                                   |
| DN 330             | 1963 | Alberto Berri                            | Suonno 'e carcerato/Chella notte                                             |
| DN 340             | 1963 | Enzo Del Forno                           | 'E cumpagne toie/Carceratiello                                               |
| DN 352             | 1963 | Enzo Del Forno                           | Nennella d''o mare/Vintun anne                                               |
| DN 365             | 1963 | Enzo Del Forno                           | Carcerato 'nnucente/Gelusia 'e femmena                                       |
| DN 366             | 1963 | Enzo Del Forno                           | Rusella 'e maggio/Napule è tutta na canzone                                  |
| DN 380             | 1964 | Giovanni Borromeo                        | Stornelli maliziosi I parte/Stornelli maliziosi II parte                     |
| DN 383             | 1964 | Enzo Del Forno                           | Femmena scellerata/Sempe pe' te' Marì                                        |
| DN 394             | 1964 | Lino Rota                                | 'A capa allerta/Vocca 'e lupo                                                |
| DN 400             | 1964 | Livia                                    | 'O primmo vaso/Nun è pe' me                                                  |
| DN 416             | 1967 | Claudio Terni                            | Chitarratella/Carovaniere                                                    |
| DN 417             | 1967 | Claudio Terni                            | Vivere/Via maestra                                                           |
| DN 422             | 1968 | Claudio Terni                            | Vecchia ringhiera/Villa triste                                               |
| DN 424             | 1968 | Franco Nico                              | Io, sottoghiaccio/Aveva ragione il poeta                                     |
| DN 426             | 1968 | Savoca                                   | Al di fuori del tempo/Come il nostro amore                                   |
| DN 435             | 1969 | I Cabarinieri                            | La regina Giovanna/Un oscar per Filomena                                     |
| DN 437             | 1970 | Claudio Venturelli                       | La mia vita vale una lira/Ossessione                                         |
| DN 440             | 1970 | Cinzia                                   | A Ischia cu te/Si me vuò lassà                                               |
| DN 441             | 1970 | Egisto Sarnelli                          | Da Ischia con amore/'O spiretillo                                            |
| DN 442             | 1970 | Cinzia                                   | Le mani nel buio/Io sono il sole                                             |
| DN 448             | 1970 | Rosy Pomilia                             | Torna a fa' pace/Cagne pensiero                                              |
| DN 449             | 1970 | Umberto Boselli                          | Viarella/Sempre!                                                             |
| DN 451             | 1970 | Renato Thomas                            | Piccola zingara/Finestra mia                                                 |
| DN 454             | 1970 | Umberto Boselli                          | Pe na jurnata 'e sole/Ping pong                                              |
| DN 467             | 1972 | Isa Pola                                 | La mia casa qual è/Adagio veneziano                                          |